# Conrad Henfling
Conrad Henfling (1648 — Ansbach, 1716), foi um musicologista, músico, matemático e advogado alemão.